# Västrums socken
Västrums socken i Småland ingick i Södra Tjusts härad, uppgick 1967 i Västerviks stad och området ingår sedan 1971 i Västerviks kommun i Kalmar län och motsvarar från 2016 Västrums distrikt.
Socknens areal är 134,15 kvadratkilometer, varav land 130,40. År 2000 fanns här 700 invånare. Kyrkbyn Västrum med sockenkyrkan Västrums kyrka ligger i socknen. 

## Administrativ historik
Västrums socken bildades 1622 som en utbrytning ur Gladhammars socken.
Vid kommunreformen 1862 övergick socknens ansvar för de kyrkliga frågorna till Västrums församling och för de borgerliga frågorna till Västrums landskommun. Landskommunen inkorporerades 1952 i Gladhammars landskommun, som 1967 uppgick i Västerviks stad som 1971 ombildades till Västerviks kommun. Församlingen är sedan 2006 en del av Gladhammar-Västrums församling.
1 januari 2016 inrättades distriktet Västrum, med samma omfattning som församlingen hade 1999/2000. 
Socknen har tillhört samma fögderier och domsagor som Södra Tjusts härad. De indelta soldaterna tillhörde Andra livgrenadjärregementet, Tjusts kompani. De indelta båtsmännen tillhörde Tjusts båtsmanskompani.

## Geografi och natur
Västrums socken ligger närmast söder om Västervik vid flera vikar och öar i dessa skärgård. Socknen är en kuperad skärgårdsbygd.
Det finns två naturreservat i socknen: Yxnevik ingår i EU-nätverket Natura 2000 medan Helgerum är ett kommunalt naturreservat.
Sätesgårdar var Helgerums säteri, Åldersbäcks herrgård och Dagsbo herrgård.

## Fornlämningar
Kända från socknen är några boplatser från stenåldern, några gravrösen  från bronsåldern och gravfält från järnåldern.

## Befolkningsutveckling
Befolkningen ökade från 1 334 1810 till 2 042 1870 varefter den minskade stadigt till 647 1990.

## Namnet
Namnet (1382 Vestrwme) kommer från kyrkbyn. Förleden är väderstrecket väster. Efterleden är rum, 'öppen plats'.
Enligt beslut den 22 oktober 1927 fastställdes socknens namn som Västrums socken. Innan hade även namnformen Västerrums socken förekommit.

### Fotnoter
1. 1 2  Svensk Uppslagsbok andra upplagan 1947–1955: Västrum socken
2. 1 2  Harlén, Hans; Harlén Eivy (2003). Sverige från A till Ö: geografisk-historisk uppslagsbok. Stockholm: Kommentus. Libris 9337075. ISBN 91-7345-139-8
3. ↑  ”Församlingar”. Statistiska centralbyrån. https://www.scb.se/hitta-statistik/regional-statistik-och-kartor/regionala-indelningar/forsamlingar/. Läst 30 december 2022.
4. ↑  Administrativ historik för Västrum socken (Klicka på församlingsposten). Källa: Nationella arkivdatabasen, Riksarkivet.
5. ↑  Om Tjusts båtsmanskompani
6. 1 2  Sjögren, Otto (1931). Sverige geografisk beskrivning del 2 Östergötlands, Jönköpings, Kronobergs, Kalmar och Gotlands län. Stockholm: Wahlström & Widstrand. Libris 9939
7. 1 2  Nationalencyklopedin
8. ↑  Helgerum i Carl Martin Rosenberg: Geografiskt-statistiskt handlexikon öfver Sverige, Stockholm 1882-1883
9. ↑  Helgerum i Historiskt-geografiskt och statistiskt lexikon öfver Sverige i 7 band, Stockholm 1856-1870
10. ↑  Åldersbäck i Carl Martin Rosenberg: Geografiskt-statistiskt handlexikon öfver Sverige, Stockholm 1882-1883
11. ↑  Åldersbäck i Historiskt-geografiskt och statistiskt lexikon öfver Sverige i 7 band, Stockholm 1856-1870
12. ↑  Dagsbo i Carl Martin Rosenberg: Geografiskt-statistiskt handlexikon öfver Sverige, Stockholm 1882-1883
13. ↑  Fornlämningar, Statens historiska museum: Västrums socken
14. ↑  Fornminnesregistret, Riksantikvarieämbetet: Västrums socken Fornminnen i socknen erhålls på kartan genom att skriva in sockennamn (utan "socken") i "Ange geografiskt område"
15. ↑  Folkmängd 1810-1890 Västrum i Kalmar län, Demografiska databasen, Umeå universitet (läst 31 juli 2016)
16. ↑  Mats Wahlberg, red (2003). Svenskt ortnamnslexikon. Uppsala: Institutet för språk och folkminnen. Libris 8998039. ISBN 91-7229-020-X. https://isof.diva-portal.org/smash/get/diva2:1175717/FULLTEXT02.pdf
17. ↑   (PDF) Folkräkningen den 31 december 1930, I, Areal och folkmängd inom särskilda förvaltningsområden m.m., Befolkningsagglomerationer. Stockholm: Statistiska centralbyrån. 1935. sid. 33. Arkiverad från originalet den 26 oktober 2014. https://www.webcitation.org/6TbpmPsGq?url=http://www.scb.se/Grupp/Hitta_statistik/Historisk_statistik/_Dokument/SOS/Folkrakningen_1930_1.pdf. Läst 26 oktober 2014 Arkiverad 24 september 2015 hämtat från the Wayback Machine.